# Pseudapis enecta
Pseudapis enecta är en biart som först beskrevs av Cockerell 1911.  Pseudapis enecta ingår i släktet Pseudapis och familjen vägbin. Inga underarter finns listade i Catalogue of Life.